# 柑橘属
柑橘属（学名：Citrus）是芸香科的一个属，其下物种有乔木和灌木。一些重要的水果属于该属，如橙、柠檬、葡萄柚、柚、柑、橘、枳、金柑和青柠等。柑橘属原产于南亚、东亚、东南亚、美拉尼西亚和澳大利亚。这些地区原住民文明有悠久的驯化和种植各类柑橘属植物的历史。柑橘属植物的种植通过南岛民族的扩张，从上述地区传播到密克罗尼西亚和波利尼西亚（约公元前3000-1500年）；并通过熏香贸易路线传播到中东和地中海地区（约公元前1200年），然后再传播到欧洲和美洲。

## 历史
柑橘类植物原产于亚洲亚热带和热带地区、海洋东南亚地区、近大洋洲和澳大利亚东北部。柑橘品种的驯化涉及大量杂交和基因渗入，使得驯化首次发生的时间和地点留下了很大的不确定性。 Wu等2018年发表的基因组学、系统发育和生物地理学研究表明，柑橘属的起源中心可能是喜马拉雅山脉的东南山麓，包括阿萨姆邦东部、缅甸北部延伸到云南西部。中新世晚期（11.63至5.33百万年）气候条件的变化导致了该类群迅速的辐射进化。南亚的枸橼，中南半岛的柚，中国东南部的橘、金柑、莽山野柑（C. mangshanensis）和宜昌橙，岛屿东南亚地区的箭叶橙以及菲律宾的小花大翼橙均起源于此次辐射进化。
随后，柑橘属物种在上新世早期（5.33至3.6百万年）传播至台湾和日本，产生了橘柑；在更新世早期（250万至 800,000 年前）越过华莱士线进入巴布亚新几内亚和澳大利亚，在那里发生了进一步的物种形成事件，产生了澳大利亚柠檬。
最早通过人类迁徙传播柑橘属物种是在南岛民族的扩散期间（约公元前 3000 年至公元前 1500 年），箭叶橙、和柚在南岛航海者向东进入密克罗尼西亚和波利尼西亚时被用作建造独木舟。
枸橼（C. medica）也很早就从印度和东南亚传播至地中海盆地。它是通过两条古老的贸易路线传入的：一条通过波斯、黎凡特和地中海岛屿的陆路路线；以及一条通过阿拉伯半岛和托勒密埃及进入北非的海上航线。尽管由于古植物学遗迹稀疏，最初引入的确切时间尚不明确，最早的证据是从塞浦路斯的Hala Sultan Tekke发现的种子，可追溯到公元前1200年左右。其他古植物学证据包括在迦太基发现的可追溯到公元前4世纪的花粉；庞贝发现的可追溯到公元前3世纪至2世纪左右的碳化种子。最早对枸橼的完整描述来自公元前310年，出自古希腊植物学家泰奥弗拉斯托斯。 古罗马的农学家多次提及在帝国内种植柑橘类水果。
一般认为柠檬、柚和苦橙是在公元10世纪左右由阿拉伯商人引入地中海地区的。以及15至16世纪热那亚人和葡萄牙人从亚洲引进的橙。橘则直到19世纪才被引入。这些植物在一些地中海国家有很高的重要性，这些地区的土壤和气候条件能让这些植物产出高质量的水果，甚至比原产地还要好。
橙是由西班牙殖民者引入佛罗里达的。
在欧洲较凉爽的地区，柑橘类水果从17世纪开始种植在称作橘园的专门的设施中。

### 演化
今天的大型柑橘类水果最初是由小型的、可食用的莓果历经数百万年演变而来。柑橘类物种在大约1500万年前从共同祖先中分化出来，与此同时，酒饼簕属（如烏柑）也自同一个共同祖先中分化出来。大约700万年前，柑橘的祖先分化为柑橘属和枳属，后者与柑橘属关系密切，仍可与所有柑橘属物种杂交或用作砧木。以上结论基于植物叶绿体基因组得出。2018年发表在《自然》杂志上的一项基因组研究得出结论，柑橘属起源于喜马拉雅山脉，即印度阿萨姆、云南西部和缅甸北部等地区。
与现代柑橘栽培品种相关的三个祖先物种（有时被称为「原始物种」或「基本物种」）是橘、柚子和枸橼。几乎所有常见的具有商业价值的柑橘类水果（橙、柠檬、葡萄柚、青柠等）都是这三个物种、它们的主要后代以及其他野生柑橘类物种在过去几千年内相互杂交的产物。

## 分类
根据DNA分析，许多柑橘属中广泛栽培的品种可能都源于五个现存的原生（野生）种（枸櫞、柚、橘、馬蜂橙和金桔*部分观点认为金桔应被独立划入金桔属）的自然或人工杂交。

### 原生种
常见品种的五个主要亲本均用粗体标出
- 阿萨姆柠 Citrus assamensis R.M.Dutta & Bhattacharya
- 指橙 Citrus australasica F.Muell.
- 澳洲圆柠 Citrus australis (Mudie) Planch.
- 宜昌橙Citrus cavaleriei H.Lév. ex Cavalerie，异名：Citrus ichangensis
- 加拉韦柠 Citrus garrawayae F.M.Bailey
- 沙地橘 Citrus glauca (Lindl.) Burkill
- 卡卡杜柠Citrus gracilis Mabb.
- 山橼 Citrus halimii B.C.Stone
- 馬蜂橙 Citrus hystrix DC.，又名泰国青柠、卡菲爾青檸
- Citrus indica Yu.Tanaka
- Citrus inodora F.M.Bailey
- 金桔Citrus japonica Thunb.
- 卡西柑Citrus khasya Markovitch
- 卡西大翼橙Citrus latipes (Swingle) Yu.Tanaka
- 莽山野橘Citrus mangshanensis S.W.He & G.F.Liu
- 柚 Citrus maxima' Merr.
- 枸櫞 Citrus medica' L.
- Citrus neocaledonica Guillaumin
- Citrus oxanthera Beauvis.
- Citrus polytrifolia Govaerts
- Citrus pubinervia D.G.Zhang, Z.H.Xiang & Y.Wu
- 橘 Citrus reticulata Blanco，又名宽皮桔
- Citrus swinglei Burkill ex Harms
- Citrus × tachibana (Makino) Yu.Tanaka
- Citrus trifoliata L.
- Citrus undulata Guillaumin
- Citrus wakonai P.I.Forst. & M.W.Sm.
- Citrus warburgina F.M.Bailey
- Citrus wintersii Mabb.

### 常见品种
- 萊姆 Citrus × aurantifolia
- 苦橙 Citrus × aurantium
- 柠檬 Citrus × limon
- 葡萄柚 Citrus × paradisi
- 橙 Citrus × sinensis，又名甜橙
- 黎檬 Citrus × limonia
- 香橙 Citrus × junos

- 橘柑 Citrus × tachibana